# Midsund
Midsund és un municipi situat al comtat de Møre og Romsdal, Noruega. Té 2.088 habitants (2016) i té una superfície de 94.75 km². El centre administratiu del municipi és el poble homònim.